# 阿里科·丹格特
阿里科·丹格特（Aliko Dangote，1957年4月10日—）是一名尼日利亚商业大亨、亿万富豪，2021年5月有111亿美圆的身家。他是尼日利亚丹格特集团的拥有者，该公司在尼日利亚和非洲其他国家如贝宁、喀麦隆、多哥、加纳、南非和赞比亚主要经营水泥、蔗糖和面粉等业务。
他被《福布斯》杂志评为“非洲首富”，“黑人首富”，以及全球富豪第43位。

## 生平
丹格特在21岁时，就向其充满传奇色彩的百万富翁舅舅乌斯曼·丹格特借钱从事商品贸易。1981年丹格特在尼日利亚拉各斯创办了“尼日利亚丹格特集团公司”，公司在创立之初仅从事水泥贸易；在1990年代初已发展成为尼日利亚最大的综合性大企业。目前集团业务范围还包括港口、房地产、电信、石油天然气以及钢铁等领域。
2013年10月，报道丹格特将担任2014年达沃斯世界经济论坛联席主席。
2021年11月，丹格特集團副總裁（VP）、阿里科·丹格特的弟弟薩尼·丹格特逝世。

## 慈善工作
在尼日利亚普通民众眼中，丹格特热衷于慈善事业，是个低调并充满善良和正义感的“大人物”。据报道，最近几年他已经捐款1亿美元从事慈善事业，包括食物、医疗和减贫几个领域。